# Nestlé Waters
Nestlé Waters est une filiale de la division eau du groupe suisse Nestlé, qui regroupe ses activités dans les eaux en bouteille. En 2009, l'entreprise est leader mondial du secteur.
Dans les années 2020, Nestlé a traité et filtré ses eaux de source polluées. Les vendre en tant qu’eaux minérales naturelles, pratique illégale, lui aurait rapporté 3 milliards d’euros.

## Histoire

### Société générale des eaux minérales deVittel
En 1843, Henri Nestlé créé sa première fabrique d’embouteillage d’eaux minérales.
En 1882, la Société générale des eaux minérales de Vittel (SGEMV) est créée.
En 1898, Pierre Boulomié développe la vente d'eau minérale de Grande Source Vittel dans des bouteilles en verre.
En 1969, avec 30 %, Nestlé rentre au capital de la SGEMV qui possède les marques Vittel et Hépar.

### Acquisition par Nestlé
En 1991, Nestlé prend le contrôle de 96 % du capital de Société générale des eaux minérales de Vittel (SGEMV).
En 1992, Nestlé acquiert le groupe Perrier qui possède les marques Perrier, Contrex. La branche eaux minérales de Nestlé prend le nom de Nestlé Sources International (NSI).
En 1996, Nestlé Sources International devient Perrier Vittel.
En 1998, rachat du groupe italien San Pellegrino.

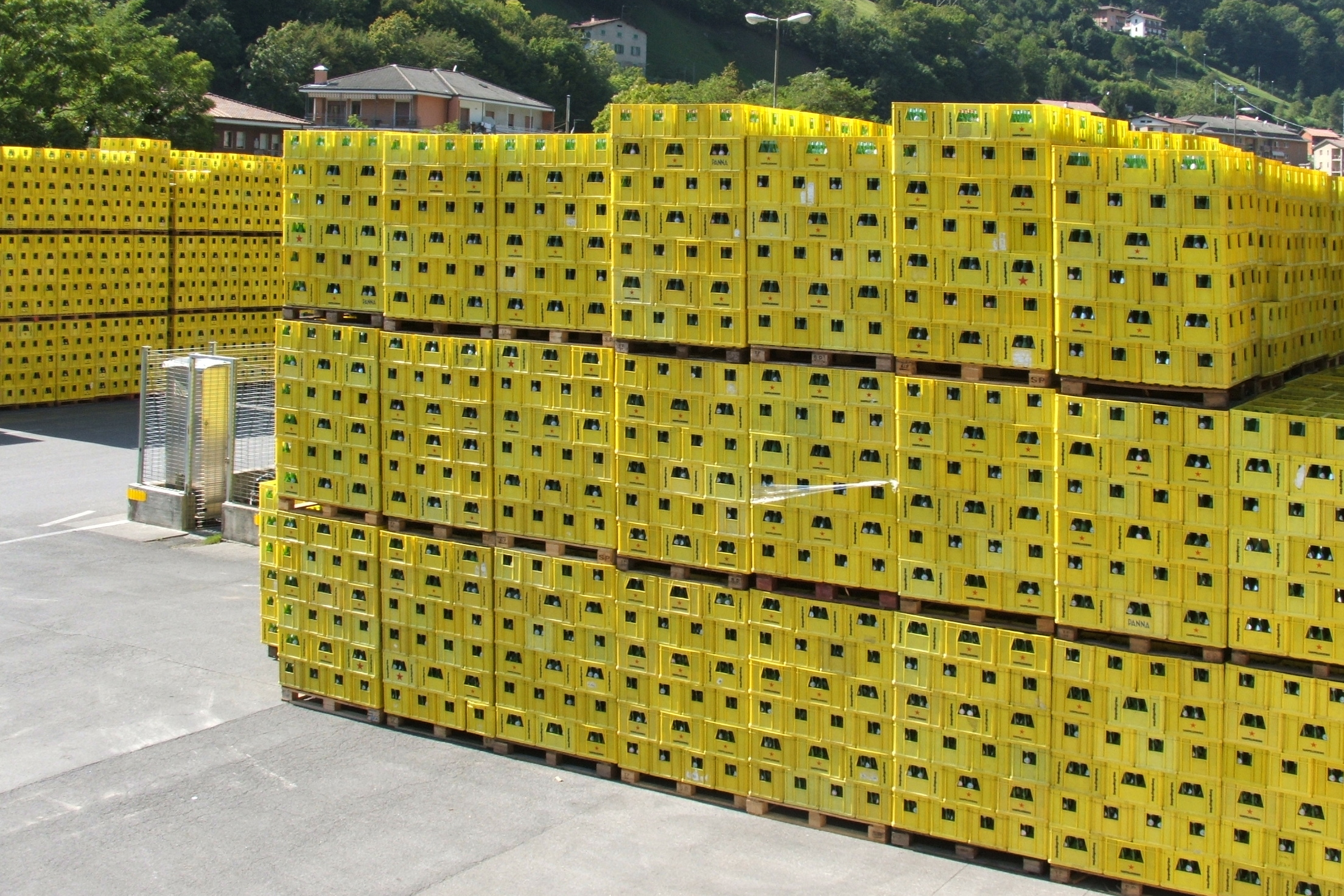
Production d'eau en bouteille.

En 2000, lancement de la marque Aquarel.
En 2001, les thermes sont cédés au Groupe Partouche puis rachetés par la commune de Vittel en 2008.
En 2002, Perrier Vittel devient Nestlé Waters.

## Chiffres clés
Nestlé Waters est no 1 mondial en termes de ventes d'eau en bouteille dans le monde en 2009, devant Coca-Cola et ses marques Dasani et Smartwater, Danone, PepsiCo et sa marque Aquafina,.
En France, Nestlé Waters représente plus d’un tiers du marché des eaux en bouteille.

## Principales marques

Logo de Vittel.
Logo de Contrex.
Logo d'Hépar.
Logo de Perrier.
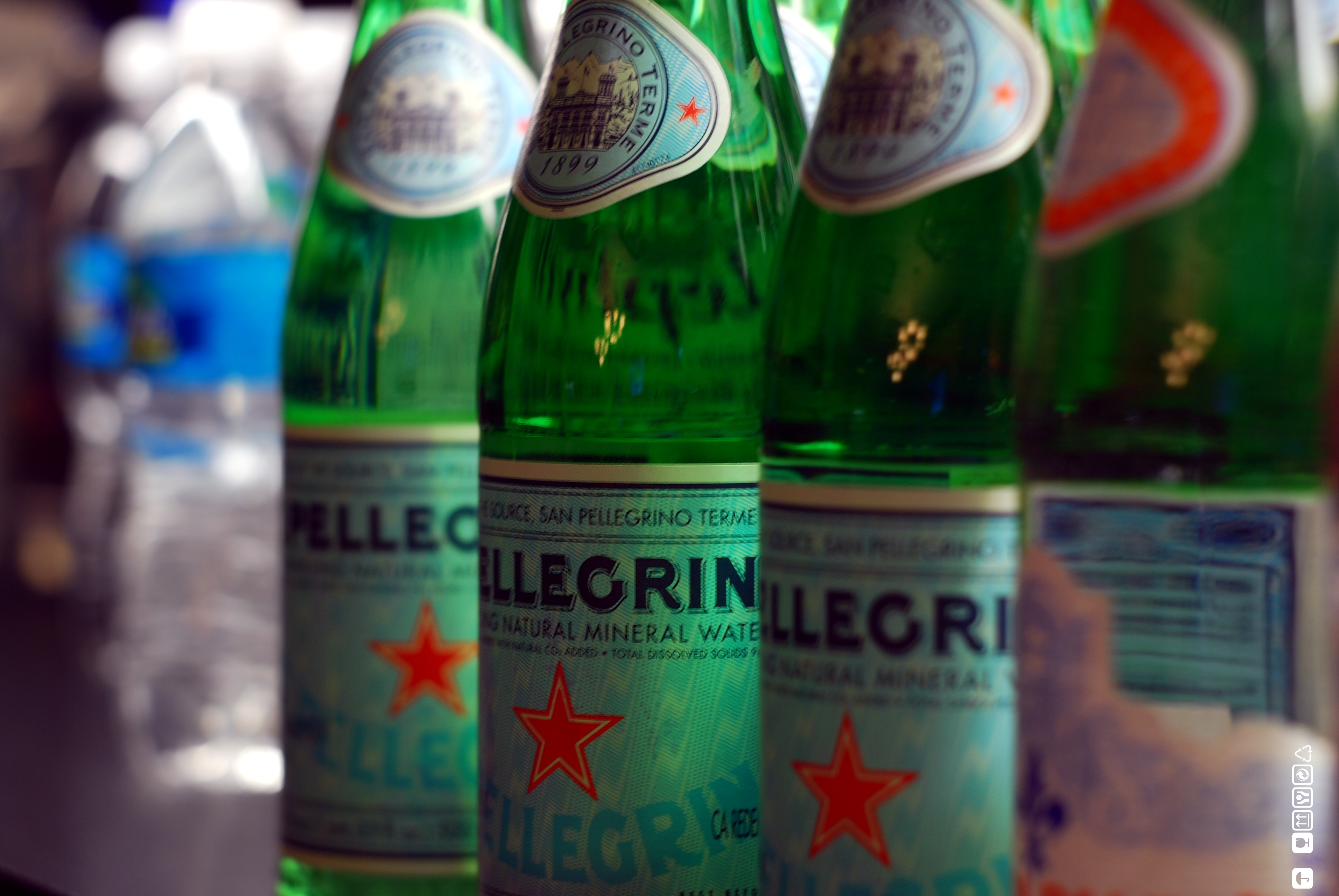
Logo de San Pellegrino.
Logo d'Aquarel.

## Nestlé Waters France
Nestlé Waters France possède 2 centres d'activités de conditionnement d’eau minérale naturelle :
- dans les Vosges : Vittel, Contrex, Hépar (plus de 1,1 milliard d'euros de chiffre d'affaires[Quand ?]) ;
- dans le Gard, à Vergèze : Perrier (environ 400 millions d'euros de chiffre d'affaires, 950 salariés) ;

Elle s'occupe également de la distribution des eaux San Pellegrino et Aquarel, qui ne dépendent pas directement de l'entité française.

### Histoire
En janvier 2004, Nestlé Waters annonce son intention de se séparer de 1 047 employés d’ici à 2007. Sur ce nombre, 742 résulteront d’un départ anticipé à la retraite. Cette situation est contestée par les syndicats qui voient, pour leur part, « une restructuration qui ne dit pas son nom ».
En juillet 2004, le blocage de l'accord de gestion prévisionnelle des emplois et des compétences du 29 juillet risque d'entraîner à terme le départ de Nestlé Waters France de ses sites gardois aussi bien Source Perrier, que Verrerie du Languedoc.
En septembre 2004, à la suite de négociations avec la CGT et l'État français, la direction de Nestlé Waters France s'engage, en cas de levée du droit d'opposition, à investir massivement pour la modernisation des sites de la Source Perrier et de la Verrerie du Languedoc, à maintenir les avantages de la convention d'entreprise et à continuer une politique active de recrutement des saisonniers.
L'accord de départs anticipés de 1 047 salariés dont 356 à Vergèze - dits GPEC/CATS - signé en juillet dernier par la CFDT et la CGC - représente 860 emplois en équivalent temps plein. Cet accord qui, selon Nestlé, évite tout licenciement, doit permettre d'embaucher 276 personnes, compensant partiellement les départs, selon un taux de remplacement de 1 pour 3.
En octobre 2004, Nestlé Waters France élabore un projet d'investissement sur trois ans pour le groupe dans le cadre d'un rapprochement des sites de Vittel et Contrex, afin de se donner les moyens de dépasser la barre des 2 milliards de bouteilles produites annuellement contre 1,6 milliard en 2004.
En 2012, la marque Nestlé Aquarel devient Nestlé Pure Life (en) en France.
En mai 2023, l'entreprise suspends l'exploitation de deux des six forages dédiés à son eau Hépar dans les Vosges en raison des aléas climatiques.
En septembre 2023, une grève illimitée est déclenchée par 80 % du personnel de l'usine de Vittel, en raison notamment de la volonté de la direction de supprimer 171 postes dans le cadre d'un plan social.

### Conventions judiciaires d'intérêt public

#### Pollution de l'Aisne (2020)
En septembre 2022, Nestlé France signe une convention judiciaire d'intérêt public (CJIP) avec le procureur de Charleville-Mézières (Ardennes), et paie une amende de 40 000 € pour la pollution en 2020 de la rivière de l'Aisne, aboutissent à la mort d'environ six tonnes de poissons. L'entreprise conteste toutefois être à l'origine de la pollution, malgré les constatations des gendarmes et de l'Office français de la biodiversité autour de son usine de Challerange située en amont de la rivière.

#### Forages illégaux et traitements interdits
Le 10 septembre 2024, l'entreprise accepte une nouvelle CJIP avec le parquet d'Épinal pour de potentiels forages illégaux de nappe phréatique et pour l'utilisation de traitements interdits sur des eaux minérales naturelles. La CJIP comporte une amende de deux millions d'euros, un plan de 1,1 million d’euros « de renaturation et de restauration écologique » supervisé par l'Office français de la biodiversité durant deux ans, ainsi qu'une indemnisation de plusieurs associations de défense de l’environnement — Vosges Nature Environnement, Foodwatch et Eau 88 — à hauteur de 516 800 € (516 800 €2024). Cette CJIP est « la plus importante en matière environnementale signée à ce jour en France ».

##### Forages illégaux dans la nappe phréatique
En 2020, l'association Eau88 porte plainte sur le sujet des forages illégaux. Une enquête administratives conclut à l’inadéquation des autorisations administratives exigées par la réglementation pour permettre l’exploitation de neuf points de captages, sur les cent trente existant pour commercialiser les eaux minérales produites par Nestlé Waters.

##### Pratiques commerciales trompeuses: traitements interdits des eaux minérales naturelles
En 2020, à la suite d'un signalement de fraudes au sein du groupe Alma (Sources Alma), une enquête révèle que Nestlé Waters est également concerné par des pratiques trompeuses, principalement de microfiltration.
Fin août 2021, un rendez-vous confidentiel et informel est organisé à Bercy auprès du cabinet de la ministre de l’Industrie Agnès Pannier-Runacher, au cours duquel Nestlé Waters reconnaît l'utilisation de pratiques non conformes. Cependant, le gouvernement décide de ne pas saisir le procureur de la République, ce qui est contraire à l'article 40 du code de procédure pénale, et décide de n'informer ni la Commission européenne ni les autres États membres, ce qui est contraire à l’article 11 de la directive 2009/54/CE sur les eaux minérales naturelles. 
Le gouvernement demande d'autoriser « par modification des arrêtés préfectoraux, la pratique de la microfiltration inférieure à 0,8 micromètre ».
En octobre 2021, une enquête administrative nationale est lancée dans « l'ensemble des usines de conditionnement d'eaux implantées en France » ; elle est conduite par l'inspection générale des affaires sociales (Igas) et par les agences régionales de santé (ARS), afin d'« expertiser l’utilisation de traitements non autorisés par les industriels ». D'après le rapport confidentiel de cette enquête, 100% des marques de Nestlé Waters sont concernées par des pratiques illégales, avec l'utilisation de microfiltration en deçà de 0,8 micromètre, de traitement par charbon actif et aux ultraviolets. 
La motivation de ces pratiques interdites provient de la pollution régulière des ressources aquifères, avec des contaminations microbiologiques notamment par des bactéries coliformes (E. coli), par des entérocoques, ou par des polluants chimiques (pesticides).
En octobre 2022, l'ARS Grand Est saisit le procureur de la République d'Épinal qui a ouvert une enquête préliminaire pour « tromperie » au code de la santé publique.
En janvier 2024, Le Monde et la Cellule investigation de Radio France révèlent l'enquête qui montre que l'entreprise a eu recours à des traitements interdits dans la réglementation des eaux de source à cause de la pollution généralisée. Selon Nestlé Waters, cela est dû à « l'évolution des conditions climatiques et environnementales » et à « l’expansion des activités humaines autour des sites », et assure avoir retiré ses filtres à charbon actifs et ultraviolets de toutes ses usines. En février, l'association Foodwatch dépose une plainte contre Nestlé afin d’obtenir des explications sur cette « fraude massive ».
Nestlé Waters a eu recours à des traitements interdits pour ses trois eaux vosgiennes depuis au moins 15 ans, dévoile Mediapart en juillet 2024 sur la base d'une enquête de la Direction générale de la Concurrence, de la Consommation et de la Répression des fraudes (DGCCRF). La fraude est estimée à plus de 3 milliards d'euros.
Un rapport sénatorial d'octobre 2024 critique le manque de transparence et la réponse tardive de l'État dans cette affaire.
A la suite des résultats de l’enquête de la commission sénatoriale de mai 2025, confirmant les pratiques illicites, le gouvernement français saisit la Commission européenne pour « connaître sa position » sur une possible révision de la directive sur les eaux minérales définissant la pureté originelle et le statut de la microfiltration.

## Mises en cause

### Surexploitation des nappes phréatiques
Nestlé est accusé par France Nature Environnement de surexploiter la nappe phréatique de Vittel dans les Vosges, qui connaîtrait un déficit chronique annuel d'un million de m3. Nestlé  rappelle que les quantités qu'il prélève sont validées par arrêté préfectoral, et que l'entreprise a diminué ses prélèvements de 973 000 m3 en 2008 à 744 000 m3 en 2017. Les collectivités locales sont néanmoins forcées d'étudier des solutions de substitution pour alimenter les habitants,.

### Contamination à l'arsenic, Vittel
Un rapport confidentiel de Nestlé, daté de juin 2022 et révélé le 31 octobre 2024 par Mediapart, met en lumière un « risque élevé » de contamination à l'arsenic dans les eaux minérales de Vittel. Ce document interne, que l'entreprise a tenté de garder secret, identifie 20 défaillances et non-respects de la réglementation concernant la qualité des eaux et la pollution environnementale liée à l'activité de l'entreprise. Bien que le géant de l'agroalimentaire affirme qu'il s'agit de projections hypothétiques, les écrits de ses propres ingénieurs contredisent cette position.

### Contamination bactérienne, Hépar
Le 16 novembre 2022, des tests sont organisés dans l'usine des Vosges de la marque Hépar. L'eau du captage est testée en amont des procédés de microfiltration (non légale) puis en aval après la microfiltration à 0,2 micromètre. Les forages en amont s'avèrent contaminés par des bactéries coliformes et entérocoques (matières fécales). Bien que celles disparaissent avec la filtration, cette pratique n'apporte pas de garantie sanitaire suffisante.

### Contamination bactérienne, Perrier
En avril 2024, par mesure de précaution, Nestlé waters est contraint de détruire deux millions de bouteilles de Perrier après une contamination bactérienne suvenue en mars 2024 sur plusieurs jours à la source de Vergèze.
Dans le Gard, les sources Perrier de Vergèze font face à un risque viral malgré la mise en place d'une micro-filtration remettant en cause sa qualité d'eau minérale naturelle. L'Agence régionale de santé d'Occitanie  envisage « un arrêt de la production d’eau minérale naturelle sur le site de Vergèze » mettant en jeu l'avenir de Perrier et des 1 000 salariés du site. L'ensemble des captages présente une contamination bactérienne (coliformes, entérocoques, E. coli).
D'autre part, des traces de polluants chimiques (métabolites de pesticides, perchlorates, perfluorés…) ont aussi été trouvées dans les forages.
En mai 2025, les résultats de l’enquête de la commission sénatoriale dénoncent "une dissimulation" relevant "d’une stratégie délibérée" de la part de l’État. Les résultats de l’enquête de la commission sénatoriale dénoncent « une tromperie toujours en cours » avec « risque sanitaire »,. Le rapport met en évidence « que le gouvernement, mais aussi le préfet du Gard, où est produite la marque Perrier, et l'Agence régionale de santé (ARS) d'Occitanie se sont entendus avec Nestlé pour faire disparaître d'un rapport des éléments importants sur la qualité sanitaire des forages exploités pour produire la marque Perrier. »

### Pressions pour autoriser la microfiltration
Grâce à une intense opération de lobbying de l'Élysée à Matignon, révélé en février 2025, le groupe Nestlé a convaincu l'État qu'il pouvait contourner la loi sur les eaux minérales naturelles. Le groupe Nestlé a mis en place une micro-filtration illégale de son eau en bouteille, malgré l’opposition du directeur général de la santé,.

## Procédures

### Décharge de déchets sauvages
En novembre 2025 le groupe Nestlé Waters doit être jugé devant le tribunal correctionnel de Nancy pour abandon illégal de déchets et décharges sauvages dans les Vosges. Il est accusé d'avoir laissé dans la nature des bouteilles d'eau, de verre et de polymères entre 2021 et 2024, pour un volume de 346 000 mètres cubesà Contrexeville et de 27 000 mètres cubesà Saint-Ouen-Lès-Parey et aussi à  They-sous-Montfort et Crainvilliers pour un total de 473 700 mètres cubes provoquant une dégradation substantielle de l’environnement ». Suivant une information de Mediapart s'appuyant sur une enquête de l’Office français de la biodiversité et de l’Office central de lutte contre les atteintes à l'environnement et à la santé publique (Oclaesp), une pollution aux microplastiques s'en est suivie dans les eaux Contrex et Hépar ce que conteste la société,,.

### Amende pour fraude
En septembre 2024, à la suite d'une enquête concernant ses eaux minérales vosgiennes (Contrex, Vittel, Hepar), lesquelles avaient mis en place une filtration dans ses usines dont les captages subissaient une pollution, Nestlé a négocié avec le parquet d'Épinal (Vosges) une amende de 2 millions d'euros. Les services de l'État avaient pourtant estimé la fraude à 3 milliards d'euros.

### Traitement illégal sur eaux minérales
Selon Radio France et Le Monde, une information judiciaire est ouverte le 13 février 2025 contre Nestlé waters qui commercialise des eaux minérales comme Perrier, Vittel, Hépar et Contrex, et est accusée d'avoir utilisé des traitements illégaux pour les eaux minérales. Cette information judiciaire fait suite à la plainte contre X avec constitution de partie civile déposée pour "tromperie", en septembre 2024, par l’association de défense des consommateurs Foodwatch,. Le 10 juillet 2025, le siège de Nestlé France est perquisitionné dans le cadre de l'information judiciaire ouverte au pôle santé publique du tribunal judiciaire de Paris.
En mai 2025, les préfets du Gard et des Voges mettent en demeure Nestlé Waters de retirer ses systèmes de microfiltration sous deux mois, pour se mettre en conformité avec la réglementation sur les eaux minérales naturelles. Perrier, Vittel, Contrex, Hépar se retrouvent en sursis. En particulier, la préfecture du Gard poursuit « l’instruction de la demande de renouvellement de l’autorisation » accordée à Nestlé pour exploiter ses forages de Vergèze « destinés à la fabrication d’eau minérale naturelle » de marque Perrier,. Un nouveau dispositif de microfiltration des eaux Perrier à 0,45 micron, en remplacement de la microfiltration à 0,2 micron, est installé sur le site de Vergèze dans le Gard. Le site des Vosges où sont produites les eaux Hépar et Contrex, s'est conformé aux mêmes règles.

#### Audio
- Stéphane Mandard, Adélaïde Tenaglia, « Fraude aux eaux minérales Nestlé : un scandale d’Etat ? » [audio], Le Monde, 16 juin 2025.

#### Vidéo
- Diego Caparros, Félix Pommier, « Fraude sur les eaux minérales : peut-on encore boire les eaux Nestlé ? Comprendre en trois minutes » [vidéo], Le Monde, 26 mars 2025.

#### Nestlé Waters
- (en) Site officiel